# Iglesia parroquial de Nuestra Señora del Niño Perdido
La iglesia parroquial de Nuestra Señora del Niño Perdido, en Alquerías del Niño Perdido, comarca de la Plana Baja, Castellón, es un templo católico situado en la calle Mossén Juan Miralles, 9 del mencionado municipio. Datado del siglo XIX, presenta una declaración genérica como Bien de Relevancia Local según la Disposición Adicional Quinta de la Ley 5/2007, de 9 de febrero, de la Generalitat, de modificación de la Ley 4/1998, de 11 de junio, del Patrimonio Cultural Valenciano (DOCV Núm. 5.449 / 13/02/2007), con código identificativo como Patrimonio de la Generalidad Valenciana número: 12.06.901-001.
El templo data del siglo XIX, y se erigió bajo la orden del párroco Joan Miralles. Del interior destacan las pinturas de Antonio Marco.
De su exterior destaca la torre campanario, construida entre 1854 y 1856, es una torre de planta cuadrada con dos plantas que se eleva desde el lateral izquierdo de la fachada principal. El primer cuerpo no se distingue, por decoración, del resto de la fachada principal de la que forma parte. Por su parte el segundo cuerpo es el que corresponde con el de las campanas, que presenta cuatro esferas de relojes bajo los huecos en los que se insertan las campanas. En su conjunto la torre campanario presenta una decoración muy sencilla que queda limitada a un par de pilastras de estilo toscano. El remate del campanario consiste en una balaustrada.